# 365786 Florencelosse
365786 Florencelosse este o planetă minoră (asteroid) din centura de asteroizi. A fost descoperită pe 26 decembrie 2010 la Saint-Pardon-de-Conques de observatory of Saint-Pardon-de-Conques⁠(d). 
Obiectul prezintă o orbită caracterizată de o semiaxă mare de 3,0924229200108 UAi, o excentricitate de 0,03, o înclinație de 12 ° în raport cu ecliptica.